# 山姆·菲爾德
山姆·菲爾德（英語：Samuel Field；1998年5月8日—）是一位英格蘭足球運動員，現效力於英冠球隊昆士柏流浪，並且也代表英格蘭U19國家隊參賽。菲爾德在場上的位置是中場。

## 外部連結
- England profile[] at The FA
- 足球数据库：山姆·菲爾德的球员统计数据